# Casa De Marco
La casa De Marco, ex casa degli Scalera si trova in Largo Castello ad Atessa.

## Storia
Le notizie storiche sul palazzo sono scarse e gli unici riferimenti sono dati dalla monumentale finestra ogivale, una dei pochi esempi del XV secolo ad Atessa che secondo la bibliografia è datato 1488. L'edificio che si presenta oggi è il risultato di più trasformazioni eseguite su una costruzione che secondo alcuni studiosi fu il castello della città, il castellum de Atissa, menzionato nel Regesto di Farfa risalente al IX secolo.
Poggia su possenti fondamenta che formano un enorme scantinato e come tale usato fino a quando nel 1860, Luzio De Marco, capitano della Guardia Nazionale, vi custodì le armi confiscate ai briganti e per non farle impossessare ad altri, murò lo scantinato e da allora, non fu mai più riaperto.

## Descrizione
Attualmente la struttura non si distingue dagli altri edifici circostanti per le sue antichissime caratteristiche edilizie a causa dell'intonacatura e biancheggiatura a cui è stato sottoposto ad esclusione della finestra. Secondo gli storici locali tuttavia, rappresenta uno degli esempi più rilevanti di casa fortificata. La grossa abitazione ha una rampa di accesso su via Castello, e la finestra antica più interessante prospetta sulla strada. L'abitazione fu tinteggiata da don Bartolomeo De Marco.
L'antica finestra in stile gotico-pugliese del XIV sec., ad arco acuto, è contornato da una cornice decorata con motivi vegetali, ricca ed aggettante con capitelli pseudo corinzi sorretti da leoni stilofori su mensole che alcuni storici locali attribuiscono alla scuola lancianese di Francesco Petrini, celebre per i rosoni delle chiese da lui realizzati. Purtroppo la testa del leone di destra, consumata dalle intemperie, si staccò in una giornata di vento e non fu più ritrovata.
All'interno dell'edificio si trova un ampio atrio ed una scalinata in pietra serena, ornata da una balaustra in ferro battuto che conduce alle stanze con volte a cielo di carrozza, in alcune delle quali vi sono ancora pitture murali con motivi floreali e allegorici di gusto classico. 
L'abitazione passò al Comune di Atessa che la ridusse ad appartamenti popolari.